# Sinopoda okinawana
Sinopoda okinawana là một loài nhện trong họ Sparassidae. S. okinawana được miêu tả năm 2000 bởi Peter Jäger & Ono.